# انگلس‌کوویل-لنوال
انگلس‌کوویل-لنوال (به فرانسوی: Anglesqueville-l'Esneval) یک کمون در فرانسه است که در canton of Criquetot-l'Esneval واقع شده‌است. انگلس‌کوویل-لنوال ۴٫۳۶ کیلومتر مربع مساحت دارد ۱۳۰ متر بالاتر از سطح دریا واقع شده‌است.